# Liêu Đạo Tông
Liêu Đạo Tông (chữ Hán: 遼道宗; 1032-1101), là vị hoàng đế thứ tám của nhà Liêu trong lịch sử Trung Quốc. Ông trị vì từ tháng 8 âm lịch năm 1055 tới ngày 12 tháng 2 năm 1101, tổng thời gian trị vì là 46 năm.

## Thân thế
Ông sinh năm 1032, là con trai trưởng của Liêu Hưng Tông Gia Luật Tông Chân và Tiêu Thát Lý, tên gọi theo tiếng Khiết Đan là Gia Luật Hồng Cơ, tên tự là Niết Tân, tên tự khi nhỏ là Tra Lạt.
Năm 1037, khi mới 5 tuổi, ông được Liêu Hưng Tông phong làm Lương vương. Năm 1042, khi 10 tuổi, ông được Liêu Hưng Tông phong làm Yên quốc vương, cai quản công việc của trung thừa ti. Năm sau (1043), khi mới 11 tuổi, ông được Liêu Hưng Tông giao cai quản công việc của bắc nam viện khu mật sứ, giữ chức thượng thư lệnh, sau cải phong thành Yên Triệu quốc vương. Năm 1052 ông giữ chức thiên hạ binh mã đại nguyên soái. Ông được sử sách ghi nhận là người trầm tĩnh, nghiêm nghị.

## Trị vì
Ngày 28 tháng 8 năm 1055, Liêu Hưng Tông mất, ông lên ngôi ngay trước linh cữu cùng ngày, đổi niên hiệu thành Thanh Ninh. Sau khi Liêu Hưng Tông qua đời, bà nội của ông là Tiêu Nậu Cân được phép trở lại cung điện nhà Liêu sau 21 năm làm thường dân để thăm tang lễ. Bà ta không hề tỏ ra đau lòng hay buồn bã gì. Con dâu của bà ta là Tiêu Thát Lý (mẹ của Đạo Tông) đang khóc thương người chồng quá cố của mình, nhưng Tiêu Nậu Cân nói với Tiêu Thát Lý rằng cô còn trẻ và đừng để tang cho Liêu Hưng Tông nữa. Tiêu Nậu Cân được Đạo Tông phong làm Thái hoàng thái hậu.
Trong thời kỳ trị vì của Liêu Đạo Tông, vua Khiết Đan tự xưng là "chư hạ".
Sau khi lên ngôi, Đạo Tông phong cho hoàng thúc Gia Luật Trọng Nguyên (con thứ của Liêu Thánh Tông) làm hoàng thái thúc, đến năm sau (năm 1056) lại giao cho giữ chức Thiên hạ binh mã Đại nguyên soái. 
Năm 1057, Thái hoàng thái hậu Tiêu Nậu Cân (mẹ của Gia Luật Trọng Nguyên) qua đời, thọ 77 tuổi và được Đạo Tông truy phong thành Khâm Ai hoàng hậu (欽哀皇后). Đám tang của bà ta có sự tham dự của các sứ giả từ Tây Hạ (đời vua Tây Hạ Nghị Tông) và Cao Ly (đời vua Cao Ly Văn Tông).
Năm 1058 Đạo Tông lại ban cho Gia Luật Trọng Nguyên kim quyển, vinh hoa sủng bái cực tận. Nhưng Gia Luật Trọng Nguyên trước sau vẫn có âm mưu đoạt ngôi vua của người cháu, cho nên vào tháng 7 năm 1063, khi Đạo Tông du hành tới Thái Tử sơn, Trọng Nguyên cùng con cái và bè đảng phát động phản loạn, nhưng chỉ 3 ngày sau đã bị Đạo Tông dẹp tan, Trọng Nguyên chạy ra nơi sa mạc mà chết.
Trong thời gian đầu trị vì của Liêu Đạo Tông, ông nghe lời nói phải, khuyến khích phát triển nông nghiệp và chấn hưng giáo dục, cứu giúp người dân gặp thiên tai, hoạn nạn nên triều đình ổn định. Nhưng sau đó, vì nghe lời gian thần nên công việc triều chính dần dần trở thành hủ bại, đất nước rơi vào con đường suy vong. Đạo Tông lại không tiến hành sửa đổi, cải cách, bản thân lại ăn chơi xa xỉ; quan lại, địa chủ dần dần chiếm giữ hết đất đai, làm cho người dân chẳng thể chịu được cảnh thống khổ và oán thán. Đạo Tông lại trọng dụng một đại thần gian nịnh là Bắc viện khu mật sứ Ngụy vương Gia Luật Ất Tân, còn bản thân ông thì không trực tiếp sửa trị công việc triều chính, mọi việc đều nghe theo lời sàm tấu của Ất Tân, chính vì thế đã dẫn tới việc ông tin rằng hoàng hậu Tiêu Quan Âm cùng linh quan (quan coi giữ nhạc trong cung) Triệu Duy Nhất thông gian, nên đã sai giết chết hoàng hậu vào tháng 11 năm 1075, gọi là án Thập hương từ. Đồng thời Ất Tân cũng lo sợ nếu hoàng thái tử Gia Luật Tuấn lên ngôi thì ông ta sẽ gặp họa (vì Đạo Tông chỉ có hoàng thái tử Gia Luật Tuấn là con trai), nên bày mưu vu cho hoàng thái tử có ý đồ làm phản, kết cục dẫn tới cái chết của ông này vào tháng 11 âm lịch năm Đại Khang thứ 3 (1077).
Sau đó, một người phụ nữ họ Lý dâng lên Đạo Tông bài Hiệp cốc ca, ý tứ khuyên nhà vua đưa người kế vị duy nhất còn lại khi đó là hoàng thái tôn Gia Luật Diên Hi (Thiên Tộ sau này) vào cung. Tháng 7 năm 1079, Gia Luật Ất Tân nhân cơ hội Đạo Tông du hành săn bắn vào mùa thu tại Giáp sơn đã mưu hại hoàng tôn mới có 5 tuổi, nhưng lần này thì Đạo Tông nghe theo lời khuyên của các trung thần, đưa hoàng tôn cùng đi săn bắn với mình nên đã hóa giải được âm mưu của Ất Tân. Tháng 10 năm đó Ất Tân bị giáng làm Hỗn Đồng quận vương.
Tháng 12 năm 1082, ông giáng hoàng hậu Tiêu Thản Tư (lập tháng 6 năm 1076, do Ất Tân tuyển chọn cho vua sau khi Tiêu hoàng hậu chết) làm Huệ phi. Tháng 6 nhuận năm 1083, Đạo Tông truy phong cố thái tử làm Chiêu Hoài thái tử, lấy lễ nghi thiên tử cải táng. Tháng 10 năm đó, Gia Luật Ất Tân trước nguy cơ thất sủng và khả năng gặp họa (do Gia Luật Diên Hi lúc này đã được phong làm Yên quốc vương) đã ngầm có ý định chạy trốn sang Tống tị nạn, nhưng cơ mưu lộ tẩy và bị giết chết.
Đạo Tông tín Phật giáo, nên trong thời gian trị vì ông đã nhiều lần cho tu sửa chùa chiền, đền tháp. Sư tăng có lúc lên tới 36 vạn người. Sự thống trị của nhà Liêu dần dần hủ bại đã dẫn tới sự bất mãn của người dân thuộc các sắc tộc khác nhau, trong thời kỳ đó một sắc tộc bị nhà Liêu áp bức là người Nữ Chân đã dần dần hưng khởi, cuối cùng dẫn tới sự tan rã của nhà nước Liêu.
Ngày 12 tháng 2 năm 1101, Liêu Đạo Tông mất, thọ 70 tuổi.

## Gia quyến

### Cha mẹ
- Cha : Liêu Hưng Tông Gia Luật Tông Chân
- Mẹ : Tiêu Thát Lý Hoàng hậu , tặng Nhân Ý Hoàng hậu.

### Thê thiếp
- Tiêu Quan Âm Hoàng hậu (1040-1075) , cha là Tiêu Huệ (蕭惠) nhậm Ngụy quốc công , Triệu vương rồi Hán vương , mẹ là Tấn quốc Trưởng công chúa Gia Luật Sóc Cổ - con gái thứ ba của Liêu Thánh Tông và Tiêu Hoàng hậu. Niên hiệu Trọng Hy (1032-1055) , được Đạo Tông nạp làm phi , sinh một trai ba gái. Năm Thanh Ninh thứ nhất (1055) thăng vị Hoàng hậu , sau vì khuyên răn Hoàng đế nên bị Hoàng đế thất sủng , bà viết mười bài thơ thể hiện sự tức giận và oán hận. Năm Đại Khang thứ nhất (1075) , bị quyền thần vu oan tư thông với đại thần Triệu Duy Nhất (赵惟一) , bị Đạo Tông xử tử , thi thể trả về Tiêu gia , gọi là án Thập hương tử. Liêu Thiên Tộ Đế truy phong cho bà phong hiệu Tuyên Ý , hay Tuyên Ý Hoàng hậu.
- Tiêu Thản Tư Hoàng hậu (?-1118) , có anh trai là Phò mã Đô úy trong triều. Năm Đại Khang thứ hai (1017) , được Tể tướng Gia Luật Ất Tân tiến cử nhập cung , sau đó sách phong Hoàng hậu. Năm Đại Khang thứ tám (1082) , tháng 12 , giáng làm Huệ phi, đưa đến Càn Lăng. Sau đó , mẹ của bà là Yến quốc phu nhân phạm tội trù ẻo Lương vương bị xử tử , Tiêu thị bị giáng xuống làm thường dân và sống ẩn dật tại Di Châu. Năm Thiên Khánh thứ sáu (1116) , Tiêu thị được Liêu Thiên Tộ đế triệu về , phong làm Thái hậu. Hai năm sau qua đời khi đang chạy trốn cùng quyền thần , chôn cất tại núi Thái Tử.
- Tiêu Oát Đặc Lãn Quý phi , em gái Tiêu Thản Tư Hoàng hậu. Ban đầu hạ giá con trai của quyền thần Gia Luật Ất Tân , Đạo Tông vì không có người thừa kế nên ép ly hôn và đưa Đặc Lãn nhập cung , sách phong vị Quý phi.

### Con cái
Toàn bộ là do Tiêu Quan Âm Hoàng hậu sinh ra. 

#### Hoàng tử
- Gia Luật Tuấn (1058-1077) , con trai duy nhất. Sáu tuổi phong Lương vương , tám tuổi trở thành Hoàng Thái tử. Bị Gia Luật Ất Tân vu tội mưu phản sau đó xử tử. Truy phong Chiêu Hoài thái tử, lấy lễ nghi thiên tử cải táng. Lấy Tiêu Cốt Dục (蕭骨浴) làm phi , có một con trai chính là Liêu Thiên Tộ đế sau này.

#### Hoàng nữ
- Gia Luật Tát Cát Chích , trưởng nữ , hạ giá Tiêu Hà Mạt (蕭霞抹). Sơ phong Trịnh quốc công chúa rồi Ngụy quốc công chúa.
- Gia Luật Củ Lý (?-1089) , nhị nữ , hạ giá Tiêu Thát Bưu Dã (蕭撻不也 , ?-1077). Sơ phong Tề quốc công chúa rồi Triệu quốc công chúa.
- Gia Luật Đặc Lý , tam nữ , ban đầu hạ giá Tiêu Thù Oát (萧酬斡) , sau ly hôn rồi cải giá Tiêu Đặc Mạt (萧特末). Sơ phong Việt quốc công chúa , Tần quốc Trưởng công chúa rồi Lương quốc và Tống quốc Trưởng công chúa. Có hai con trai là Tiêu Trọng Cung (萧仲恭) và Tiêu Trọng Tuyên (萧仲宣) , sau đều làm quan cho nhà Tống.

## Trong tiểu thuyết
Ông được miêu tả như là một nhân vật phụ trong Thiên long bát bộ của Kim Dung. Trong tiểu thuyết này ông kết nghĩa anh em với Tiêu Phong.